# Saison 1 d'Amphibia
 (décembre 2022).
Si vous disposez d'ouvrages ou d'articles de référence ou si vous connaissez des sites web de qualité traitant du thème abordé ici, merci de compléter l'article en donnant les références utiles à sa vérifiabilité et en les liant à la section « Notes et références ».
Chronologie
Saison 2
Cet article recense la liste des épisodes de la première saison de la série d'animation américaine Amphibia.

## Épisodes
| No. de série | No. de saison | Titres (français & original)                       | Réalisation                              | Scénario                                             | Première diffusion | Première diffusion | Code prod. |
| --- | ------------- | -------------------------------------------------- | ---------------------------------------- | ---------------------------------------------------- | ------------------ | ------------------ | ---------- |
| 1a | 1a            | L’Anne ou la bête ? Anne or Beast ?                | Bert Youn                                | Matt Braly & Jack Ferraiolo                          | 17 juin 2019       | 21 octobre 2019    | 103A       |
| Sprig veut se montrer en héros et veut capturer la bête qui se cache dans la forêt d’Amphibia. Il rencontre Anne, une humaine. Ils deviennent de très bons amis.                   |               |                                                    |                                          |                                                      |                    |                    |            |
| 1b | 1b            | Comme les deux doigts de la palme Best Fronds      | Derek Kirk Kim                           | Matt Braly & Jack Ferraiolo                          | 17 juin 2019       | 21 octobre 2019    | 103B       |
| Anne veut que Sprig soit son meilleur ami, ils vont dans un lac interdit où se cache une bête aquatique terrifiante.                                                               |               |                                                    |                                          |                                                      |                    |                    |            |
| 2a | 2a            | La canne sacrée et l'arbre maudit Cane Crazy       | Derek Kirk Kim                           | Adam Colás                                           | 18 juin 2019       | 21 octobre 2019    | 101A       |
| Anne casse accidentellement la canne de Hop pop alors avec Sprig et Polly doivent tenter de la retrouver ou d'en acheter une autre avant de tomber nez à nez avec un arbre maudit. |               |                                                    |                                          |                                                      |                    |                    |            |
| 2b | 2b            | Spranne contre l'inondation Flood, Sweat and Tears | Derek Kirk Kim                           | Gloria Shen                                          | 18 juin 2019       | 21 octobre 2019    | 101B       |
| Lorsqu’il y a eu une inondation dans la maison, Sprig doit partager sa chambre avec Anne. Après plusieurs nuits passées ensemble, les deux amis décident de s’appeler Spranne.     |               |                                                    |                                          |                                                      |                    |                    |            |
| 3a | 3a            | Bon Hoppétit Hop Luck                              | Bert Youn                                | Matt Braly & Jack Ferraiolo                          | 19 juin 2019       | 22 octobre 2019    | 102A       |
| Au cours d'un concours de cuisine, Anne embarque la famille dans une quête pour réaliser un plat humain : la pizza.                                                                |               |                                                    |                                          |                                                      |                    |                    |            |
| 3b | 3b            | La planque Skateout                                | Bert Youn                                | Michele Cavin                                        | 19 juin 2019       | 22 octobre 2019    | 102B       |
| Sprig veut qu'Anne et Hop Pop se rapprochent. Pour cela, il les incite à faire une planque.                                                                                        |               |                                                    |                                          |                                                      |                    |                    |            |
| 4a | 4a            | L'effet Domino The Domino Effect                   | Derek Kirk Kim                           | Gloria Shen                                          | 20 juin 2019       | 22 octobre 2019    | 107A       |
| Anne veut une chenille comme animal de compagnie, mais elle ne dit rien à Hop Pop.                                                                                                 |               |                                                    |                                          |                                                      |                    |                    |            |
| 4b | 4b            | L'îlot de tous les soupçons Taking Charge          | Bert Youn                                | Matt Braly & Jack Ferraiolo                          | 20 juin 2019       | 22 octobre 2019    | 107B       |
| Après que l’un des Plantars ait mystérieusement épuisé la batterie sur le téléphone d’Anne, la famille se lance dans une mission pour essayer de le recharger.                     |               |                                                    |                                          |                                                      |                    |                    |            |
| 5a | 5a            | Leçon de conduite Anne Theft Auto                  | Derek Kirk Kim                           | Jenava Mie                                           | 24 juin 2019       | 23 octobre 2019    | 104A       |
| Anne et Sprig prennent le véhicule familial et vont faire un tour. |               |                                                    |                                          |                                                      |                    |                    |            |
| 5b | 5b            | Star d’un jour Breakout Star                       | Derek Kirk Kim                           | Gloria Shen                                          | 24 juin 2019       | 23 octobre 2019    | 104B       |
| Les boutons d’Anne font d’elle une célébrité à Wartwood. |               |                                                    |                                          |                                                      |                    |                    |            |
| 6a | 6a            | Sprig versus Hop Pop Sprig Vs. Hop Pop             | Bert Youn                                | Adam Colás                                           | 25 juin 2019       | 23 octobre 2019    | 105A       |
| Sprig décide de destituer Hop Pop à cause de la mauvaise gestion de la ferme de Plantar.                                                                                           |               |                                                    |                                          |                                                      |                    |                    |            |
| 6b | 6b            | Journée entre filles Girl Time                     | Bert Youn                                | Michele Cavin                                        | 25 juin 2019       | 23 octobre 2019    | 105B       |
| |               |                                                    |                                          |                                                      |                    |                    |            |
| 7a | 7a            | De l’amour dans l’air Dating Season                | Bert Youn                                | Adam Colás                                           | 26 juin 2019       | 24 octobre 2019    | 106A       |
| Anna et Hop Pop apprennent que Sprig aime bien Sundew |               |                                                    |                                          |                                                      |                    |                    |            |
| 7b | 7b            | Le camping de l’extrême Anne Vs. Wild              | Derek Kirk Kim                           | Jenava Mie                                           | 26 juin 2019       | 24 octobre 2019    | 106B       |
| Anne fait semblant d'aimer camper. |               |                                                    |                                          |                                                      |                    |                    |            |
| 8a | 8a            | Malade comme une grenouille Contagi-Anne           | Derek Kirk Kim                           | Michele Cavin                                        | 27 juin 2019       | 24 octobre 2019    | 108A       |
| Anne fait semblant d'être malade afin de partir plus tôt du travail. |               |                                                    |                                          |                                                      |                    |                    |            |
| 8b | 8b            | L’arbuste généalogique Family Shrub                | Bert Youn                                | Jenava Mie                                           | 27 juin 2019       | 24 octobre 2019    | 108B       |
| |               |                                                    |                                          |                                                      |                    |                    |            |
| 9a | 9a            | Le Nénuthaï Lily Pad Thai                          | Derek Kirk Kim                           | Adam Colás                                           | 1er juillet 2019   | 25 octobre 2019    | 109A       |
| |               |                                                    |                                          |                                                      |                    |                    |            |
| 9b | 9b            | Sauvons le stand des plantars Plantar's Last Stand | Bert Youn                                | Gloria Shen                                          | 1er juillet 2019   | 25 octobre 2019    | 109B       |
| |               |                                                    |                                          |                                                      |                    |                    |            |
| 10a | 10a           | La tour des crapauds Toad Tax                      | Derek Kirk Kim                           | Mmichele Cavin                                       | 2 juillet 2019     | 25 octobre 2019    | 110A       |
| |               |                                                    |                                          |                                                      |                    |                    |            |
| 10b | 10b           | Un maire pas clair Prison Break                    | Bert Youn                                | Matt Braly & Jack Ferraiolo                          | 2 juillet 2019     | 25 octobre 2019    | 110B       |
| |               |                                                    |                                          |                                                      |                    |                    |            |
| 11a | 11a           | Le jour du Ver Cochon Grubhog Day                  | Derek Kirk Kim                           | Michele Cavin                                        | 3 juillet 2019     | 28 octobre 2019    | 111A       |
| Sprig doit décider s'il veut être responsable ou s'il préfère plutôt s'amuser. |               |                                                    |                                          |                                                      |                    |                    |            |
| 11b | 11b           | Hop Pop envoie tout valser Hop Pop and Lock        | Bert Youn                                | Matt Braly & Jack Ferraiolo                          | 3 juillet 2019     | 28 octobre 2019    | 111B       |
| |               |                                                    |                                          |                                                      |                    |                    |            |
| 12a | 12a           | Un marais divisé Civil Wart                        | Derek Kirk Kim                           | Jenava Mie                                           | 4 juillet 2019     | 28 octobre 2019    | 112A       |
| Anne propose un film romantique aux habitants de Wartwood. |               |                                                    |                                          |                                                      |                    |                    |            |
| 12b | 12b           | Hop-populaire Hop-Popular                          | Derek Kirk Kim                           | Adam Colás                                           | 4 juillet 2019     | 28 octobre 2019    | 112B       |
| Hop Pop veut devenir maire. |               |                                                    |                                          |                                                      |                    |                    |            |
| 13a | 13a           | Crime et croassement Croak and Punishment          | Bert Youn                                | Gloria Shen                                          | 8 juillet 2019     | 29 octobre 2019    | 113A       |
| |               |                                                    |                                          |                                                      |                    |                    |            |
| 13b | 13b           | Virée aux archives Trip to the Archives            | Bert Youn                                | Michele Cavin                                        | 8 juillet 2019     | 29 octobre 2019    | 113B       |
| Les Plantar partent consulter les archives mais se font piéger. |               |                                                    |                                          |                                                      |                    |                    |            |
| 14a | 14a           | La grande glaçonnade Snow Day                      | Derek Kirk Kim                           | Matt Braly & Jack Ferraiolo                          | 9 juillet 2019     | 29 octobre 2019    | 114A       |
| Quand une vague de froid polaire s'abat sur Wartwood, Anne essaie de protéger ses habitants.                                                                                       |               |                                                    |                                          |                                                      |                    |                    |            |
| 14b | 14b           | Faire craquer Miss Croacker Cracking Mrs. Croaker  | Bert Youn                                | Jenava Mie                                           | 9 juillet 2019     | 29 octobre 2019    | 114B       |
| |               |                                                    |                                          |                                                      |                    |                    |            |
| 15a | 15a           | Une nuit à l'hôtel A Night at The Inn              | Derek Kirk Kim                           | Gloria Shen                                          | 10 juillet 2019    | 30 octobre 2019    | 115A       |
| Les Plantar séjournent dans un bed and breakfast. |               |                                                    |                                          |                                                      |                    |                    |            |
| 15b | 15b           | Wally et Anne Wally and Anne                       | Bert Youn                                | Adam Colás                                           | 10 juillet 2019    | 30 octobre 2019    | 115B       |
| Anne affirme avoir vu le mythique Moss Man. |               |                                                    |                                          |                                                      |                    |                    |            |
| 16a | 16a           | Journée de pêche en famille Family Fishing Trip    | Derek Kirk Kim                           | Michele Cavin                                        | 11 juillet 2019    | 30 octobre 2019    | 116A       |
| Sprig veut passer du temps avec Hop Pop. |               |                                                    |                                          |                                                      |                    |                    |            |
| 16b | 16b           | Le Bazar bizarre Bizarre Bazaar                    | Bert Youn                                | Gloria Shen                                          | 11 juillet 2019    | 30 octobre 2019    | 116B       |
| La boîte à musique d'Anne disparaît.. |               |                                                    |                                          |                                                      |                    |                    |            |
| 17a | 17a           | Maudits ! Cursed!                                  | Derek Kirk Kim                           | Jeneva Mie                                           | 15 juillet 2019    | 31 octobre 2019    | 117A       |
| Dès qu'Anne aide Sprig à rompre avec Maddie, des choses étranges surviennent. |               |                                                    |                                          |                                                      |                    |                    |            |
| 17b | 17b           | Un sacré numéro Fiddle Me This                     | Bert Youn                                | Matt Braly & Jack Ferraiolo                          | 15 juillet 2019    | 31 octobre 2019    | 117B       |
| Lors d'un concours de talents, Hop Pop pousse un peu trop Sprig à la victoire. |               |                                                    |                                          |                                                      |                    |                    |            |
| 18a | 18a           | Le Match de Scaraball The Big Bugball Game         | Bert Youn                                | Michele Cavin                                        | 16 juillet 2019    | 31 octobre 2019    | 118A       |
| Anne doit comprendre la valeur du travail d'équipe afin de gagner une compétition.                                                                                                 |               |                                                    |                                          |                                                      |                    |                    |            |
| 18b | 18b           | Maître Tritonio Combat Camp                        | Derek Kirk Kim                           | Adam Colás                                           | 16 juillet 2019    | 31 octobre 2019    | 118B       |
| |               |                                                    |                                          |                                                      |                    |                    |            |
| 19a | 19a           | Les Enfants du Spore Children of the Spore         | Derek Kirk Kim                           | Matt Braly & Jack Ferraiolo                          | 17 juillet 2019    | 1er novembre 2019  | 119A       |
| |               |                                                    |                                          |                                                      |                    |                    |            |
| 19b | 19b           | L'Anne de l'Année Anne of The Year                 | Bert Youn                                | Jenava Mie                                           | 17 juillet 2019    | 1er novembre 2019  | 119B       |
| Anne organise une fête, mais les grenouilles ne sont peut-être pas prêtes pour une soirée 'humaine'.                                                                               |               |                                                    |                                          |                                                      |                    |                    |            |
| 20 | 20            | Retrouvailles Reunion                              | Derek Kirk Kim, Bert Youn & Kyler Spears | Adam Colás, Gloria Shen, Matt Braly & Jack Ferraiolo | 18 juillet 2019    | 1er novembre 2019  | 120        |
| Anne retrouve un ami de chez elle au cours d'un banquet organisé par les crapauds.                                                                                                 |               |                                                    |                                          |                                                      |                    |                    |            |